# Anipocregyes
Anipocregyes – rodzaj chrząszczy z rodziny kózkowatych i podrodziny zgrzypikowych.

## Zasięg występowania
Przedstawiciele tego rodzaju występują w Azji Południowo-Wschodniej.

## Systematyka
Do Anipocregyes należy 7 gatunków:
- Anipocregyes albifrons
- Anipocregyes kawakamii
- Anipocregyes laosensis
- Anipocregyes multifasciculatus
- Anipocregyes rondoni
- Anipocregyes seminivea
- Anipocregyes wakabayashii